# Kleinerberg
Der Kleinerberg ist ein 1287 m ü. A. hoher Berg in der Gemeinde Rosenau am Hengstpaß und ein südlicher Ausläufer des Sengsengebirges. Der pyramidenförmige Berg fällt nach allen Seiten mit sanft geneigten, bewaldeten Flanken ab. Am Gipfel befindet sich ein UKW-Rundfunksender. Der Sender wurde 1970 errichtet und die Gipfelkuppe gerodet sowie eine nicht öffentliche Straße bis zum Gipfel angelegt. Der nördliche Teil des Kleinerbergs befindet sich im Nationalpark Kalkalpen. Er ist wegen seiner schönen Aussicht über das Windischgarstner Becken, das Tote Gebirge und die Haller Mauern ein beliebter Wanderberg. Auf den Berg führen mehrere markierte Wanderwege. Die Gipfelkuppe ist ein wichtiger Startplatz für Paragleiter und Hängegleiter.